# 芬斯勒流形
芬斯勒流形(Finsler manifold)或芬斯勒几何(Finsler geometry)由瑞士數學家保羅·芬斯勒(Paul Finsler)在1918年的博士论文中提出。芬斯勒几何可以说是黎曼几何在取消掉二次型限制后的版本，与变分学密切相关。芬斯勒几何分為實數芬斯勒几何与複數芬斯勒几何，且在生物、工程、物理等领域有广泛应用。
芬斯勒流形是一个在每个切空间有巴拿赫(Banach)範數的微分流形，该巴拿赫范数是位置的光滑函数并满足以下条件：
对M中的每点x，对切空间{\displaystyle T_{x}M}中的每一向量v，如下函数{\displaystyle L:T_{x}M\to R}的二阶导数 
{\displaystyle L(\mathbf {w} )={\frac {1}{2}}\|w\|^{2}}
在v是正定的。 
黎曼流形(但不包括伪黎曼流形)是芬斯勒流形在嘉当张量处处为零时的特例。
可微曲线γ的长度由下式给出
{\displaystyle \int \left\|{\frac {d\gamma }{dt}}(t)\right\|dt}
注意这是一个重参数化不变量，测地线是长度在变分时取极值的曲线。